# スンダ海峡
スンダ海峡（スンダかいきょう、インドネシア語: Selat Sunda）は、インドネシアのジャワ島とスマトラ島との間にあって、ジャワ海とインド洋とを繋ぐ海峡である。海峡名は、「西ジャワ州」を意味するインドネシア語の Pasundan 、または西ジャワ州の先住民族であるスンダ族の名に由来する。

## 地理

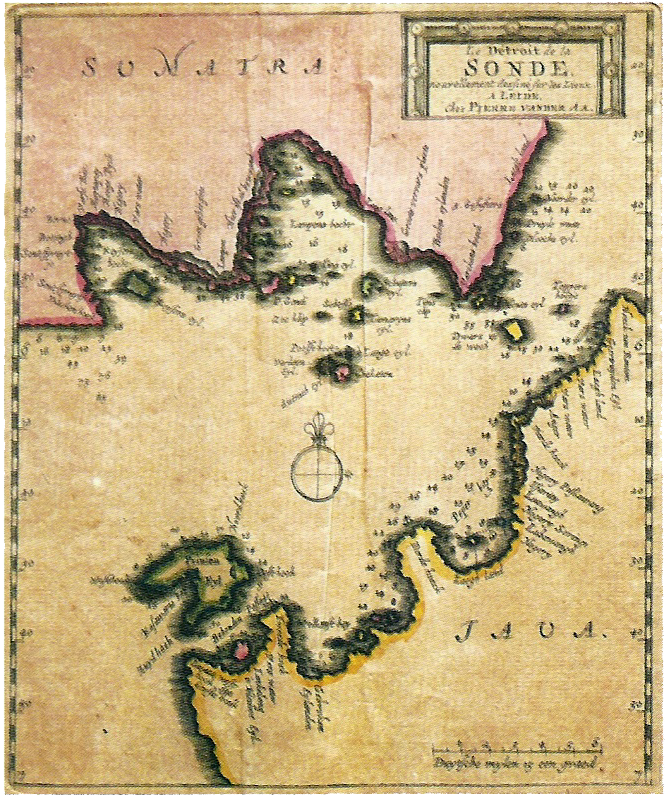
ピエール・ファンデル・アーが作成した1729年のスンダ海峡の地図

1702年-1707年頃のスンダ海峡の地図

海峡は、およそ北東−南西の方向に伸びており、その北東端でスマトラ島側のトゥア岬とジャワ島側のプジャッ岬とを結ぶ海峡の最狭部は約13海里 (24 km)である。海峡の西端の水深はかなり深いが、東に向かうにつれて狭く浅くなっている。複雑な海底地形を呈し、東端部は深さがわずか20 mで、砂州と活火山があり、時間によって潮の流れが非常に激しく変化し、スコールにより視界不良になることもあり、小さな島嶼が多く、さらにジャワ島沿岸沖には石油掘削リグなどの人工の障害物が多いこともあって、安全な通航が難しいことで有名である。マラッカ海峡と並んで、何世紀にもわたり南シナ海とインド洋とを結ぶ主要な航路であったが、特に17世紀から18世紀にかけてオランダ東インド会社がインドネシアの香料諸島（1602年-1799年）への航路として利用した。しかし、海峡の狭さと浅さに加えて、正確な海図が作成されていないことにより、近代的な大型船舶の通航には不適当なため、ほとんどの大型船は代わりにマラッカ海峡を利用している。
海峡内には島が点在しており、サンギアン島、セベシ島、セブク島、パナイタン島など、その多くは火山を起源に持つ。しかしながら、中でも最も有名な火山島はクラカタウで、1883年に爆発的噴火した記録が残っている。その時の噴火で、海峡内の島々およびその近くのジャワ島とスマトラ島の周辺地域は、主に激しい軽石の雨と火山の崩壊が引き起こした巨大な津波のため、壊滅的被害を受けた。この時の噴火により、スンダ海峡の地形は劇的に変化し、18–21 km3ほどのイグニンブライトが火山の周囲の面積にして約110万 km2に堆積した。それ以来、住民が元の居住地に再び戻ることのなかった地域（現在はウジュン・クロン国立公園に編入されているジャワ島の沿岸地域など）もあるものの、海岸線の大部分は現在では非常に人口が密集した地域になっている。クラカタウ火山の現存する独立峰であるラカタ峰のほかに、クラカタウ群島はラング島、ヴェルラテン島、および1927年に元のクラカタウ火山の破砕された残存部から現れた最も新しいアナク・クラカタウ島から構成されている。

## 海運

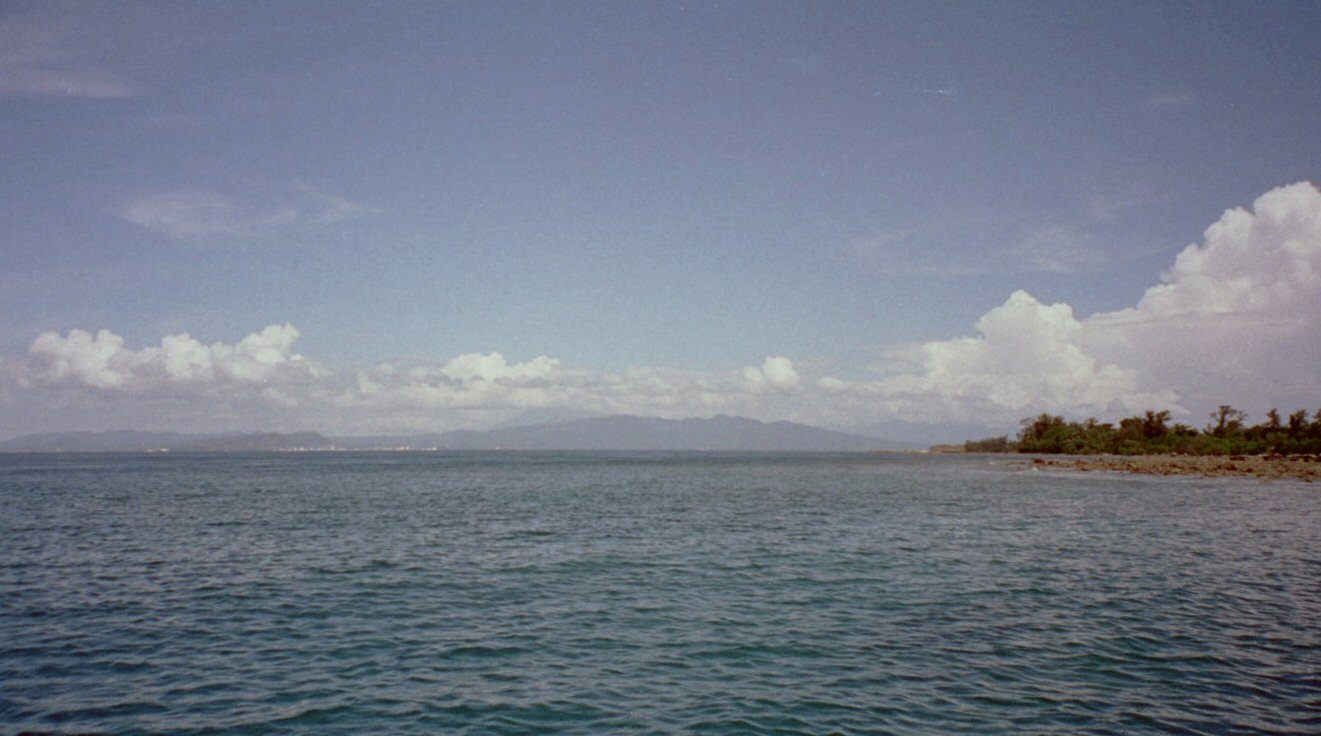
スンダ海峡

### 国内
スンダ海峡はスマトラ島とジャワ島とを結ぶ主要な交通路で、最短航路のスマトラ島・バカウヘニ港とジャワ島・メラク港との間は、2004年当時、9社24隻のフェリーや高速船が24時間体制で結んでいた。その中には、かつて宇高連絡船として活躍した阿波丸が1990年にこの航路に就航し、「ティティアン・ムルニ（純粋な小さな橋）」との名前で、2013年時点でも1日3往復している。

### 国際
スンダ海峡は大西洋海域から喜望峰を経由して東アジア方面へ向かう船舶やオーストラリアから東南アジア・東アジアへ向かう船舶にとって重要な航路である。2012年時点で、年間約2,280隻の船舶がスンダ海峡を通航しており、年間通航貨物量は約1億トンで、これは約50億米ドルに相当する。

## バタビア沖海戦
1942年3月1日、バタビア沖海戦（連合軍側の呼称は「スンダ海峡海戦」という）が勃発し、連合軍の軽巡洋艦パースおよび重巡洋艦ヒューストンが、日本軍の原顕三郎少将の司令する軽巡洋艦1隻、駆逐艦11隻、重巡洋艦4隻および軽空母1隻から成る上陸作戦部隊とバンテン近くで遭遇した。このとき、連合軍の巡洋艦2隻が撃沈された一方、日本軍の掃海艇1隻と輸送船1隻が友軍による誤射で沈没した。

## 橋の建設計画
1960年代にスンダ海峡に橋を架ける計画が提議され、1990年代にさらなる提案が持ち上がった。2007年10月に新しい計画が発表され、ウラール島、サンギアン島、プラジュリッ島を利用して4つの部分から成る吊橋を、海水面から70 m上に達する高さに、最大で支間が3 kmに及ぶ橋が建設されることになった（この最大支間距離は、現在世界最長の記録を持っている明石海峡大橋よりも50%程度長いことになる）。推定で少なくとも100億ドルに達する資金が調達できれば、橋の建設は2014年にも開始される計画であった。
2012年4月、110億ドルの道路と複線の鉄道を通す橋を建設する協定が中国鉄建との間で調印された。ところが、2014年11月になって、インドネシアの新大統領に就任したジョコ・ウィドドがこの橋の建設計画を棚上げした。